# Kuhn (Mondkrater)
Kuhn ist ein Einschlagkrater auf der Südseite der Mondrückseite. 

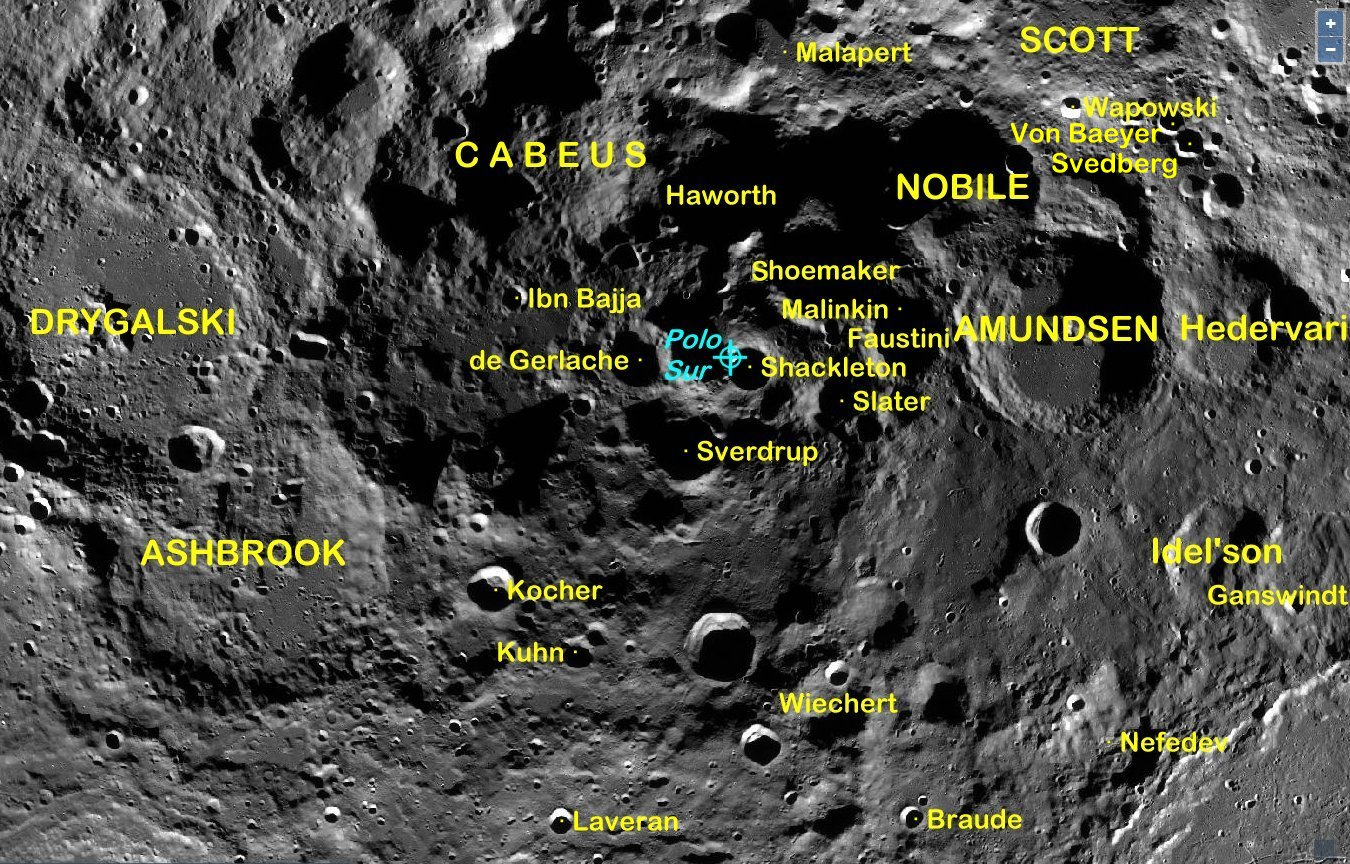
Südpolregion

Der Krater Kuhn liegt ca. 160 km vom Südpol entfernt, auf der erdabgewandten Seite. Im Osten liegt Kocher, im Westen Wiechert. 
Der Kraterboden hat permanent beschattete Teile und weist eine Reihe kleinerer Einschlagstrukturen auf.
Der Krater wurde 2009 von der IAU offiziell nach dem österreichischen Chemiker Richard Kuhn benannt.